# Shannon Lucid
Matilda Shannon Wells Lucid (* 14. Januar 1943 als Matilda Shannon Wells in Shanghai, China) ist eine ehemalige US-amerikanische Astronautin.

## Leben vor NASA-Zeit
Shannon Matilda Wells wurde im chinesischen Shanghai in eine Missionarsfamilie geboren. Während der japanischen Besetzung von China wurde ihre Familie interniert, konnte aber 1944 in die USA ausreisen und lebte in Fort Worth. Nach dem Krieg kehrte ihre Familie wieder nach China zurück, wo sie auch in die Grundschule ging. Sie wollte schon als Kind Weltraumforscherin werden. Wells verkaufte ihr Fahrrad, um sich ein Teleskop zu kaufen, mit dem sie die Sterne beobachten konnte und begann Raketen zu bauen. Die High School besuchte sie in Bethany, Oklahoma. Kurz nach ihrem Highschool-Abschluss erwarb Wells eine Privatpilotenlizenz und kaufte eine gebrauchte Piper PA-16 Clipper. Sie bewarb sich um eine Stelle als Verkehrspilotin, wurde aber abgelehnt, da Frauen in den Vereinigten Staaten noch nicht zur Ausbildung als Verkehrspilotin zugelassen waren. 
Wells besuchte das Wheaton College in Illinois, wo sie im Hauptfach Chemie studierte. Anschließend wechselte sie an die University of Oklahoma und erwarb 1963 einen Bachelor in Chemie. Von 1963 bis 1964 war sie Lehrassistentin am Fachbereich Chemie der University of Oklahoma und von 1964 bis 1966 leitende Labortechnikerin bei der Oklahoma Medical Research Foundation in Oklahoma City. Danach wurde sie Forschungschemikerin bei Kerr-McGee. Bei Kerr-McGee lernte sie Michael F. Lucid, einen dortigen Forschungskollegen, kennen und heiratete ihn 1967. Sie verließ Kerr-McGee 1968 nach der Geburt ihres ersten Kindes und kehrte an die Universität von Oklahoma zurück, wo sie als Assistentin in der Abteilung für Biochemie und Molekularbiologie arbeitete. 1970 folgte ein Master in Biochemie und drei Jahre später eine Promotion. Danach kehrte sie als wissenschaftliche Mitarbeiterin zur Oklahoma Medical Research Foundation zurück.

## Astronautentätigkeit
Lucid wurde im Januar 1978 für das Astronautenteam der NASA ausgewählt. Dies war die erste Gruppe, in der auch Frauen zugelassen waren.
Ihren ersten Raumflug unternahm Lucid im Juni 1985 an Bord der US-Raumfähre Discovery in der Mission STS-51-G. Weitere Shuttle-Missionen in den Jahren 1989 mit STS-34, 1991 mit STS-43 und 1993 mit STS-58 folgten.
Besondere Bekanntheit erlangte sie durch ihren fünften Raumflug, als sie 188 Tage im Weltraum verbrachte, 179 Tage davon im Rahmen des Shuttle-Mir-Programms auf der russischen Raumstation Mir. Am 22. März 1996 wurde sie mit STS-76 zur Mir gebracht und gelangte am 26. September 1996 mit STS-79 wieder zurück auf die Erde. Beide Missionen wurden mit der Raumfähre Atlantis durchgeführt. Ihr Aufenthalt in der Mir sollte eigentlich nicht so lange sein, aber ihre Rückkehr verzögerte sich zweimal, insgesamt um sechs Wochen. Nach ihrer Mission zur Mir wurde ihr die Congressional Space Medal of Honor verliehen.
Im Jahr 2002 wurde sie NASA Chefwissenschaftlerin im NASA Headquarters in Washington. Sie kehrte im Sommer 2003 zum Johnson Space Center nach Houston zurück und wurde im Astronautenbüro für technische Aufgaben bestimmt. Sie agierte als Capcom im Mission Control Center.
2005 war sie Verbindungssprecher/Capcom während der STS-114-Mission sowie im Mai 2011 während der STS-134-Mission und ebenso im Juli 2011 während der letzten Shuttle-Mission STS-135.
Lucid verließ die NASA im Januar 2012.
Sie ist verheiratet und hat drei 1968, 1970 und 1975 geborene Kinder.